# Magnus Blix
Magnus Gustaf Blix (Härnösand, 25 dicembre 1849 – Lund, 14 febbraio 1904) è stato un fisiologo svedese.

## Biografia
Blix è il nonno del giurista Hans Blix. Nel corso della sua carriera è stato professore presso l'Università di Uppsala e Lund. Blix è stato eletto membro della Royal Swedish Academy of Sciences nel 1892.
Blix è meglio conosciuto per il suo lavoro, nel 1880, sulle vie somatosensoriali. Ha scoperto che la stimolazione elettrica su diversi punti sulla superficie della pelle è causata dalle sensazioni di caldo o freddo. Successivamente ha costruito un "stimolatore di temperatura", che ha dimostrato che una diminuzione della temperatura della pelle è prodotta dal freddo. Ha anche scoperto che l'aumento della temperatura è causato dalle sensazioni calde provenienti da diverse sedi cutanee.
Nel 1881-1882 Blix ha pubblicato le sue scoperte in due importanti documenti. Durante questo lasso di tempo, il neurologo tedesco Alfred Goldscheider (1858-1935), e il medico statunitense Henry Herbert Donaldson (1857-1938), della Università Johns Hopkins, hanno fatto degli esperimenti simili, indipendentemente da Blix.
Blix è anche accreditato per lo svolgimento di ricerche approfondite sulla fisiologia dei muscoli.